# Južna fronta ruske invazije na Ukrajino
Južna ukrajinska ofenziva je aktualno vojskovališče ruske invazije na Ukrajino leta 2022. Ruske oborožene sile so iz svojega oporišča na Krimu, ki ga je zasedla Rusija, napadle Hersonsko, Mikolajivsko in Zaporoško oblast na jugu Ukrajine. 24. februarja so se ruske sile spopadle z ukrajinskimi oboroženimi silami.
Enote južne ofenzive so se povezale z enotami vzhodnoukrajinske ofenzive, da bi skupaj obkolile in bombardirale mesto Mariupol v Donecki oblasti, ki je padlo po večmesečnem obleganju.

## Ozadje
Po revoluciji dostojanstva leta 2014 si je Rusija od Ukrajine priključila Krimski polotok. Naslednjih osem let je ruska vojska de facto zasedala samooklicano Republiko Krim. Ruska vojaška prisotnost na polotoku se je med rusko-ukrajinsko krizo v letih 2021-2022 povečala za več kot 10.000 dodatnih vojakov.
24. februarja so ruske sile prevzele nadzor nad severnim krimskim kanalom, s čimer je Krim dobil vodo iz reke Dneper, ki je bila od leta 2014 odrezana. 26. februarja se je začelo obleganje Mariupola, ko se je napad pomaknil proti vzhodu mesta in povezal fronto s separatističnimi območji v Donbasu. Na poti so ruske sile vstopile v Berdjansk in ga zavzele. 1. marca so ruske sile napadle Melitopol in druga bližnja mesta. Župan Melitopola Ivan Fedorov je pozneje sporočil, da so mesto zasedle ruske sile. 25. februarja zjutraj so se ruske enote iz Donecke ljudske republike (DLR) približale Mariupolu, a so jih ukrajinske sile porazile pri vasi Pavlopil. Do večera naj bi Ruska mornarica začela amfibijski napad na obalo Azovskega morja 70 km zahodno od Mariupola. Ameriški obrambni uradnik je dejal, da bodo ruske sile s tega obalnega mostišča morda poslale na tisoče marincev.
Še ena ruska sila je napredovala severno od Krima. 26. februarja se je ruski 22. armadni korpus približal jedrski elektrarni Zaporožje. 28. februarja so začeli oblegati Energodar in poskušali prevzeti nadzor nad jedrsko elektrarno. Med spopadom je v elektrarni izbruhnil požar. Mednarodna agencija za atomsko energijo (MAAE) je naknadno sporočila, da je osnovna oprema nepoškodovana. Do 4. marca je jedrska elektrarna prešla pod ruski nadzor. Kljub požarom v elektrarni niso zabeležili uhajanja sevanja. Tretja ruska napadalna skupina s Krima se je premaknila proti severozahodu, kjer je zavzela mostove čez Dneper. 2. marca so ruske enote zmagale v bitki za Herson in osvojile Herson, prvo večje ukrajinsko mesto, ki so ga ruske sile osvojile v invaziji. Ruska vojska se je nato premaknila proti Mikolajivu in dva dni pozneje mesto napadla, vendar so napad ukrajinske sile odbile. 2. marca so ukrajinske sile začele protiofenzivo na Gorlivko, ki je bila od leta 2014 večinoma pod nadzorom DLR. Po ponovnem raketnem napadu na Mariupol 14. marca je ukrajinska vlada sporočila, da je v mestu umrlo več kot 2500 ljudi.
Do 18. marca je bil Mariupol popolnoma obkoljen, spopadi so dosegli središče mesta in ovirali prizadevanja za evakuacijo civilistov. 20. marca so ruske bombe uničile umetniško šolo v mestu, kjer je imelo zatočišče približno 400 ljudi. Rusi so zahtevali popolno predajo, kar je več ukrajinskih vladnih uradnikov zavrnilo. 24. marca so ruske sile vstopile v središče Mariupola. Mestna uprava je trdila, da so Rusi poskušali demoralizirati prebivalce z javnim vzklikanjem trditev o ruskih zmagah, vključno z izjavami, da je bila Odesa zavzeta. Namestnica ukrajinskega predsednika vlade Olga Stefanišina je 27. marca izjavila, da »[prebivalci Mariupola] nimajo dostopa do vode, do zalog hrane, do ničesar. Več kot 85 odstotkov celotnega mesta je uničenega« in da cilji Rusije »nimajo nič skupnega s človečnostjo«. V telefonskem pogovoru z Emmanuelom Macronom 29. marca je Putin izjavil, da se bo bombardiranje Mariupola končalo šele, ko se bodo ukrajinske enote v celoti predale.
1. aprila so prizadevanja Združenih narodov (ZN), da bi s 50 dodeljenimi avtobusi iz Mariupola prepeljali več sto preživelih civilistov, ovirale ruske enote, ki so avtobusom preprečile varen prehod v mesto, medtem ko so se v Carigradu nadaljevali mirovni pogovori. Po umiku ruskih sil iz Kijeva ob koncu prve faze vojaške invazije je Rusija 3. aprila razširila napad na južno Ukrajino še bolj proti zahodu s povečanim bombardiranjem in napadi na Odeso, Mikolajiv in jedrsko elektrarno Zaporožje.

## Časovnica

### Rusko zavzetje južne Hersonske oblasti
Kmalu po tem, ko je ruski predsednik Vladimir Putin napovedal vojaško operacijo v Ukrajini, so ruske letalske sile začele izstreljevati manervrirne in balistične rakete na cilje v več mestih v Hersonski oblasti. Ruske oborožene sile so ob podpori iz zraka prečkale v Hersonsko oblast prek območij Krima, ki si ga je Rusija priključila leta 2014. Ruska mornarica je s pomorsko blokado v Črnem morju Ukrajini preprečila, da bi zagotovila podporo enotam v bližini Hersonske oblasti, ter omejila trgovinsko menjavo in pretok blaga v južno Ukrajino. Do 3:30 po lokalnem času je Ukrajina zaprla ves komercialni ladijski promet v Azovskem morju, več kot 100 ladij pa je obtičalo v pristaniščih. Do večera so Rusi dosegli Herson in se z Ukrajinci spopadli v bitki za Herson. Rusi so sprva prečkali reko Dneper po Antonovskem mostu, vendar so ukrajinske mehanizirane sile most ponovno zavzele.
Ukrajinski bataljon je bil napoten, da bi uničil most Geničesk blizu prelaza Perekop in tako upočasnil napredovanje ruskih enot, ki so napredovale s Krima. Bojni inženir Vitalij Skakun, ki je na most namestil eksploziv, ni imel dovolj časa, da bi se umaknil z mostu, zato je razstrelil mine, se ubil in uničil most. Ukrajinski predsednik Volodimir Zelenski je Skakunu posmrtno podelil naziv junaka Ukrajine.
Ruska vojska je vzpostavila nadzor nad Severnim krimskim kanalom. Po ruski priključitvi Krima leta 2014 je Ukrajina blokirala kanal, ki zagotavlja 85 % pitne vode na Krimu. Vodja Republike Krim Sergej Aksjonov je lokalnim oblastem naročil, naj pripravijo kanal za sprejem vode iz Dnepra in naslednji dan obnovijo oskrbo Krima z vodo.
Do jutra 25. februarja so ruske sile obkolile in zavzele mesto Nova Kahovka. Severni krimski kanal je bil odblokiran, s čimer je bila odpravljena dolgoletna vodna blokada, ki je bila na Krimu uvedena po ruski priključitvi polotoka leta 2014. Spopadi so se začeli širiti v Zaporoški oblasti, ko so se ruske sile premikale skozi jugovzhodno Hersonsko oblast proti Melitopolu, ki se je kasneje po manjšem spopadu predal napredujočim ruskim silam. Kasneje so ruske sile zavzele Antonovski most. Ukrajinske sile so začele protinapad na Melitopol, da bi ponovno prevzele nadzor nad mestom.
Po besedah župana Hersona Igorja Kolihajeva so se Rusi 26. februarja z ukrajinskim letalskim napadom umaknili iz Hersona, mesto pa je ostalo pod ukrajinskim nadzorom. Ukrajinske sile so kasneje most ponovno zavzele. Ukrajinska generalna tožilka Irina Venediktova je trdila, da so ruske sile v bližini vasi Zelenivka v severnem predmestju Hersona ubile novinarja in voznika reševalnega vozila. Drug ukrajinski uradnik je kasneje trdil, da je bila kolona ruske vojske premagana med mestoma Radensk in Oleški, južno od Hersona. Popoldne 26. februarja se je 12 ruskim tankom uspelo prebiti v Kahovko ob Dnepru in so začeli napredovati proti Mikolajivu. Vitalij Kim, guverner Mikolajivske oblasti, je povedal, da ima mesto na voljo pet ur za pripravo. Pripravljena je bila artilerija in drugo orožje.
Ukrajinski uradnik je izjavil, da so ruske sile napredovale proti mestu Energodar, jugozahodno od Zaporožja, v katerem je jedrska elektrarna Zaporožje. Uradnik je navedel, da so Rusi namestili rakete Grad, in opozoril na napad na elektrarno. Regionalna državna uprava Zaporožja je sporočila, da so se ruske sile, ki so napredovale na Energodar, kasneje vrnile v vas Bolšaja Belozerka, ki je od mesta oddaljena 30 km.
Do večera so bili ruski tanki na obrobju Mikolajiva. Oleksandr Senkevič (uk), župan mesta, je prebivalcem naročil, naj ostanejo v zaprtih prostorih in čim dlje od oken. Kmalu zatem so v mesto vstopile ruske enote, približno 10 minut pozneje pa se je ob Južnem Bugu razplamtela bitka. Po nekaterih poročilih so se tanki »peljali skozi mesto«. Opaženi so bili tudi veliki požari.
Ruske sile so iz Melitopola napredovale proti Mariupolu, kjer je bitka potekala od 25. februarja. Zavzele so obalno mesto Primorsk in obkolile mesto Berdjansk zahodno od Mariupola. V Berdjansku so ruske enote zavzele pristanišče in letališče Berdjansk.
Tiskovni predstavnik ruskega obrambnega ministrstva Igor Konašenkov je sporočil, da sta se zjutraj ruskim silam predala mesto Geničesk in mednarodno letališče v Hersonu. Kasneje so ruske sile obkolile in zavzele del Hersona, kar so potrdili tudi ukrajinski uradniki.
Ruskim silam je uspelo vstopiti v Berdjansk in ga zavzeti. Lokalne oblasti so sporočile, da je bila med prevzemom ena oseba ubita, druga pa ranjena. V Berdjansku so zasegli najmanj osem ukrajinskih vojaških ladij; dva artilerijska čolna razreda Gjurza-M, dva patruljna čolna razreda Žuk, vlačilec razreda Sorum (predelan v patruljno plovilo) in šest manjših patruljnih čolnov. Russia Today ni omenila drugega patruljnega čolna razreda Žuk ali šestih manjših patruljnih čolnov, je pa trdila, da so bili med zajetimi plovili tudi desantna ladja razreda Polnocni, desantno plovilo razreda Ondatra, korveta razreda Griša, raketni čoln razreda Matka in minolovka razreda Jevgenija. Kasneje se je izkazalo, da sta bila dva od manjših čolnov patruljna kuterja UMS-1000, trije čolni so bili Kalkan-M, ena pa motorna jahta Adamant-315.
Pozneje, 27. februarja, naj bi skupina romskih ukrajinskih borcev v bližini Kahovke zajela rusko oklepno bojno vozilo. Ukrajinski uradniki so trdili, da so bile ruske sile v celoti pregnane iz Mikolajiva. Mesto je bilo močno poškodovano. Ruske sile so čez dan poskušale vstopiti v Dniprorudne, vendar so se bile prisiljene vrniti, ker so se soočile s protesti domačinov.

### Rusko napredovanje v severno Hersonsko oblast, vzhodna Mikolajivsko oblast in zahodno Zaporoško oblast
Ruski 22. armadni korpus, ki je napredoval severno od Krima, se je 26. februarja približal jedrski elektrarni Zaporožje. 28. februarja je začel oblegati Energodar in poskušal prevzeti nadzor nad jedrsko elektrarno. Med spopadom je v tovarni izbruhnil požar. Mednarodna agencija za atomsko energijo (MAAE) je nato sporočila, da je osnovna oprema nepoškodovana. Do 4. marca je jedrska elektrarna prešla pod ruski nadzor. Kljub požarom v elektrarni niso zabeležili uhajanja sevanja.
28. februarja je rusko obrambno ministrstvo trdilo, da so ruske sile zavzele Energodar in obkolile jedrsko elektrarno Zaporožje. Dmitri Orlov, župan mesta Energodar, je zanikal, da sta bila mesto in elektrarna zavzeta. Kasneje se je pojavil videoposnetek, na katerem so lokalni civilisti ruskemu konvoju preprečili vstop v Energodar in zabarikadirali vhod, zaradi česar so bili prisiljeni oditi.
Ukrajinski uradnik Vadim Denjsenko je ruske sile obtožil, da so poskušale civiliste iz vasi v okolici Hersona uporabiti kot živi ščit, da bi prečkale most v Herson. Ruske enote so iz Hersona napredovale proti Mikolajivu, dosegle obrobje mesta in ob 11:00 začele napad. Po besedah župana Berdjanska Oleksandra Svidla so ruske sile zapustile mesto in v njem pustile oddelek ruske vojaške policije. Ruske sile so napredovale proti Mariupolu. Z dosegom Mariupola so ruske sile vzpostavile kopensko povezavo med Krimom in Donecko ljudsko republiko.
Po poročanju ukrajinskih medijev so ruske sabotažne in izvidniške skupine iz vojaškega skladišča ukradle ukrajinske vojaške uniforme in se v Tokmaku, severovzhodno od Melitopola, spopadle z ukrajinskimi silami. Po podatkih Centra za strateške komunikacije in informacijsko varnost so Ruse prepoznali, ker so nosili neprebojne jopiče, ki jih uporablja ruska vojska, in ne ukrajinska. Ukrajina je trdila, da so ruske sile utrpele veliko žrtev in se umaknile na južno obrobje mesta.
Zgodaj zjutraj 1. marca so ruske sile začele napadati Herson z zahoda in napredovale od mednarodnega letališča v Hersonu proti avtocesti v smeri Mikolajiva. Obkolile so mesto in dosegle sosednje naselje Komišani. Kasneje so tekom dneva ruske sile vstopile v Herson.
Župan Melitopola Ivan Fedorov je sporočil, da so ruske sile zasedle mesto, kar je prav tako potrdil uradnik ameriškega obrambnega ministrstva.
Ruske sile so prav tako obstreljevale Baštanko in Mikolajiv. Ukrajinski uradniki so pozneje trdili, da so ukrajinske sile ponoči v bližini Baštanke napadle velik ruski konvoj in ga porazile, zaradi česar so se Rusi morali umakniti proti sosednjemu mestu Novi Bug. Trdili so, da je bilo v napadu uničenih »več deset [ruskih] oklepnih vozil«. Kim je navedel, da je bil med operacijo uničen ukrajinski helikopter, vendar sta njegova pilota preživela. Ukrajinski uradniki so navedli, da so ruske sile obkolile Energodar, okoli 14. ure pa je v mesto vstopil ruski konvoj. Po besedah župana je imelo mesto težave s preskrbo s hrano.
2. marca zgodaj zjutraj so ruske sile zavzele dele mesta Herson, vključno z osrednjim mestnim trgom. Kasneje zvečer je Kolihajev sporočil, da je mesto predal ruskim silam in da namerava ruski poveljnik v mestu vzpostaviti vojaško upravo. Ruske sile so zjutraj bombardirale tudi Voznesensk, kjer je most, po katerem je mogoče prečkati Južni Bug namesto preko tistega pri Mikolajivu. Ruski padalci so nato pristali na gozdnatem grebenu v bližini mesta, ki se mu je približala oklepna kolona. Pri poskusu, da bi jih dosegli, so napadli enote 126. obalne obrambe brigade. Ruski vojaki, po ocenah ukrajinskih uradnikov jih je bilo 400, so nato zavzeli vas Rakove, katere hiše so uporabili za izdelavo ostrostrelskega gnezda. Nato so si na bencinski črpalki blizu vhoda v mesto postavili oporišče in napadli bazo Teritorialnih obrambnih sil. Ukrajinske sile so tisto noč s pomočjo lokalnih prostovoljcev, ki so jim posredovali koordinate, vrnile udarec z artilerijo. Anton Heraščenko je povedal, da je rusko obstreljevanje prizadelo številne hiše v Mariupolu, pri čemer so bili ubiti štirje ljudje.
Zvečer je neznana raketa zadela bangladeško tovorno ladjo MVS Banglar Samriddhi, ki je v začetku invazije obtičala v pristanišču blizu Olbie v Mikolajivski oblasti, in ubila bangladeškega inženirja.
Zgodaj zjutraj 3. marca je Kolihajev sporočil, da je mesto padlo v roke ruskih sil. Na severu Hersona in v mestu Mariupol je še vedno potekal močan odpor. Predstavniki Mariupola trdijo, da je bilo do 3. marca ubitih več sto civilistov. Medtem je Orlov izjavil, da je v Energodar vstopil velik ruski konvoj. Kasneje so ruske sile prevzele nadzor nad jedrsko elektrarno Zaporožje. Med hudimi boji je v objektu za usposabljanje zunaj glavnega kompleksa izbruhnil požar, ki so ga hitro pogasili, vendar so bili poškodovani tudi drugi deli v okolici tovarne. Po prvih poročilih je bila raven sevanja v tem času normalna, požar pa ni poškodoval bistvene opreme. Vendar gasilci zaradi bojevanja niso mogli doseči požara. Lokalni prostovoljci in ukrajinski vojaki so čez dan odbili ruske vojake iz Voznesenska in jih prisilili, da so se večinoma umaknili 64 km proti vzhodu, drugi pa so zbežali v bližnje gozdove, kjer so jih deset kasneje zajeli.
Lokalni uradniki so 4. marca sporočili, da so ruske sile zavzele nekaj predmestij Mikolajiva. Ukrajinske sile so od ruskih sil ponovno zavzele mednarodno letališče v Mikolajivu. Zjutraj so ruske sile po potrditvi, da se raven sevanja ni spremenila, zavzele Energodar in jedrsko elektrarno Zaporožje. Ukrajina je razstrelila železniški most na meji s Pridnestrjem, da bi 1400 ruskim vojakom, ki so nameščeni na moldavskem separatističnem ozemlju, preprečila prehod v Ukrajino.
Orlov je 5. marca izjavil, da ruske sile nadzorujejo območje Energodarja in elektrarne, lokalne oblasti pa lahko še naprej nadzorujejo delovanje mesta. Ruske sile so za kratek čas vstopile v Guljajpole (ki so ga po navedbah ukrajinskih sil napadle ponoči med obstreljevanjem in letalskimi napadi), vendar so bile potisnjene nazaj.
7. marca je ukrajinska regionalna vojaška uprava v Zaporožju sporočila, da so ruske sile doslej zavzele mesta Berdjansk, Energodar, Melitopol, Vasilivka, Tokmak in Polohi v tej oblasti. Ukrajinske oborožene sile so sporočile, da so potopile ladjo Vasilij Bikov, ki je čez dan napadla Kačji otok v bližini Odese. V videoposnetkih, objavljenih na družbenih omrežjih, je bilo videti, kako je bila vojaška ladja tarča napadov. Vendar je bilo 16. marca prikazano, kako ladja vpluje v Sevastopol brez očitnih poškodb. Ukrajinske letalske sile so čez dan napadle vojaško letalsko oporišče na mednarodnem letališču v Hersonu, po navedbah ukrajinskih uradnikov pa je bilo uničenih več kot 30 ruskih helikopterjev. Vendar so satelitski posnetki pokazali, da je bilo število manjše.
9. marca so ruske enote vstopile v mesto Skadovsk. Po navedbah lokalnih prebivalcev so vstopile ob 8:45 in se namestile na osrednjem trgu, nato pa so jih protestniki pregnali. Nato so zavzele stavbo ukrajinske nacionalne policije in poškodovale stavbo mestnega sveta. Župan Oleksandr Jakovlev je izjavil, da so iz stavbe mestnega sveta odnesle računalnike in ukazale, da se ne smejo organizirati politični shodi. Naslednji dan je ukrajinski generalštab sporočil, da je Rusija proti Mikolajivu poslala bataljon 336. mornariške pehotne brigade Baltske flote. Severozahodno od Mikolajiva so se ruske in ukrajinske sile spopadle v Voznesensku. Inštitut za preučevanje vojne je menil, da »imajo ruske sile verjetno težave pri napredovanju proti severozahodu za reko Ingul«. Zvečer je Mikolajiv zajelo močno obstreljevanje, ki je povzročilo več požarov, Vitalij Kim pa je poročal o »aktivnih spopadih v bližini Gurjivke« severno od mesta. Med boji za Zaporožje je bil ubit polkovnik Sergij Kotenko, poveljnik 9. ločenega motoriziranega pehotnega bataljona »Vinica Scitjansa«.

### Pat pozicija in ukrajinski protinapadi
11. marca je guverner Kim izjavil, da so ukrajinske sile potisnile ruske enote za 15-20 km proti vzhodu in obkolile nekatere enote, ki so se pogajale o predaji. Ukrajinske sile so sporočile, da so naslednji dan uničile dva ruska helikopterja v Skadovskem rajonu, pri čemer je eden od pilotov preživel. Na družbenih omrežjih je bil objavljen videoposnetek enega od uničenih helikopterjev. Jakovlev je pozneje izjavil, da so ukrajinske sile Skadovsk »osvobodile«, saj so 10. marca ruske sile zapustile mesto, vendar so se naselile na njegovem obrobju.
Ruski vojaki so po navedbah Staruha aretirali župana mesta Dniprorudne Jevhena Matvejeva. Pred tem se je 27. februarja pridružil protestom »živega ščita« proti ruski okupaciji regije. Ruske sile so začele uveljavljati svojo oblast tudi v Hersonski oblasti, in sicer so uvedle omejitve v Novi Kahovki, Kahovki in Tavrisku.
Kolona ruskih sil je popoldne ponovno vstopila v Skadovsk in se nastanila v enem od otroških taborišč na njegovem obrobju.
Guverner Mikolajivske oblasti Vitalij Kim je pozneje trdil, da je bilo v Melitopolu uničenih in obkoljenih 200 ruskih vozil. Anton Heraščenko je nato izjavil, da se je to zgodilo v bližini Vasilike in da so ukrajinske sile z artilerijo uničile 200 vozil ruskih sil, nameščenih v bližini Melitopola. Dodal je, da je bil uničen tudi njihov sedež.
Po podatkih državne službe za izredne razmere je bil v ruskem zračnem napadu na Snigurivko 14. marca ob 6:00 uri ubit en civilist, poškodovanih pa je bilo pet stavb.
Po podatkih mestnega sveta Mariupola je bilo med obleganjem mesta ubitih 2357 civilistov.
15. marca je rusko obrambno ministrstvo sporočilo, da so ruske sile zavzele celotno Hersonsko oblast. Ukrajinske letalske sile so pozneje ponovno napadle vojaško letalsko oporišče na mednarodnem letališču v Hersonu in uničile več ruskih helikopterjev.
Genadij Korban, vodja štaba Teritorialnih obrambnih sil Dneprske oblasti, je izjavil, da je oblast v nasprotju s Hersonsko in Zaporoško pripravljena na rusko ofenzivo. Dodal je, da so ruske sile nameščene v naseljih Velika Oleksandrivka, Novovorontcovka in Arhanhelske. Izkrcalne ladje Ruske mornarice so se medtem v treh skupinah približale obali Odese, med njimi tudi izkrcalna ladja Pjotr Morgunov razreda Ivan Gren. Po navedbah ukrajinskih uradnikov so ruska bojna letala in vojaške ladje čez dan napadle naselja v Odeški oblasti. V jutranjem napadu na eno od naselij sta bili ranjeni dve osebi.
Ukrajinska vlada je 16. marca sporočila, da so njene sile začele protiofenzivo v bližini Mikolajiva proti Hersonu in zavzele mesto Posad-Pokrovske, pet dni pozneje pa je bil neodvisno potrjen ukrajinski nadzor nad mestom. Medtem je Staruh izjavil, da so ruske sile prvič napadle civilna območja v mestu Zaporožje, pri čemer so rakete zadele železniško postajo Zaporožje-2. Mesto je bilo prvo varno mesto za begunce, ki so bežali iz Mariupola. Ruski vojaki so čez dan aretirali župana Skadovska Oleksandra Jakovleva. Vendar je nekaj ur pozneje izjavil, da so ga izpustili. Medtem je bil osvobojen tudi melitopolski župan Ivan Fedorov. Nekateri ukrajinski uradniki so trdili, da je bil osvobojen v »posebni operaciji«. Tiskovna predstavnica ukrajinskega predsednika Volodimirja Zelenskega Darja Zarivnaja pa je pozneje povedala, da so ga zamenjali za devet ruskih nabornikov, ki so jih zajele ukrajinske sile.
Do 20. marca je Rusija s pehoto popolnoma obkolila Mariupol in zahtevala popolno predajo mesta, kar je Zelenski zavrnil. 24. marca so ruske sile vstopile v središče Mariupola in zasedle cerkev Matere Božje. Mestna uprava je trdila, da so Rusi poskušali demoralizirati prebivalce z javnim vzklikanjem trditev o ruskih zmagah, vključno z izjavami, da je bila Odesa zavzeta. 27. marca, ko so ruske sile začele drugo fazo invazije na Ukrajino, je podpredsednica ukrajinske vlade Olga Stefanišina izjavila, da Mariupol »preprosto ne obstaja več« in da ruski cilji »nimajo nič skupnega s človečnostjo«. Stefanišina je povzela: »Prebivalci Mariupola nimajo dostopa do vode, do hrane, do ničesar. Več kot 85 odstotkov celotnega mesta je uničenega.«
Do 10. aprila so ukrajinske sile znatno napredovale in potisnile rusko vojsko nazaj na območju okoli Hersona, pri Osokorkivki in Oleksandrivki pa so pridobile teren. Ruski protinapadi niso uspeli ponovno zavzeti izgubljenega ozemlja, Ukrajina pa je še naprej nadlegovala lokalna ruska letališča. Zaradi ukrajinske protiofenzive je bila Rusija na jugu Ukrajine v defenzivi, zato se je morala osredotočiti na utrjevanje Hersona in izboljšanje svoje zračne obrambe. Gverilci so začeli napadati tudi ruske cilje na jugu, ena skupina naj bi delovala v Melitopolu. Do 18. aprila so se spopadi nadaljevali in Ukrajina je trdila, da je njena 80. zračna jurišna brigada ponovno zavzela več vasi v bližini Mikolajiva. Dva dni pozneje je Rusija izvedla protinapad in dosegla manjše uspehe pri Oleksandrivki.
1. junija je ukrajinski regionalni guverner Vitalij Kim sporočil, da so ruske sile začele razstreljevati mostove v bližini Hersona, saj »se bojijo protinapada ukrajinske vojske«.
1. junija je bil ubit podpolkovnik Zaur Dimajev, namestnik poveljnika 4. bataljona polka posebnih sil Ahmata Kadirova, in eden od njegovih spremljevalcev, potem ko so ukrajinske sile odprle ogenj in uničile njegov vojaški terenec v bližini mesta Komišuvaha v Zaporoški oblasti. Agencija Reuters je 9. junija poročala o ukrajinskih in britanskih trditvah, da so ukrajinske sile v protiofenzivi proti Hersonu dosegle napredek, vključno z vzpostavitvijo mostišča čez reko Ingulets.
Ukrajina trdi, da je 10. junija z artilerijo zadela dva ruska položaja. V prvem napadu so po navedbah Ukrajine ubili dva ruska generala, enega iz ruske vojske in enega iz FSB. General FSB je po navedbah Ukrajine delal na referendumu v Hersonski oblasti. Ukrajinci v drugem napadu trdijo, da so v Čkalovu ubili sirske borce. Če je to res, je to prvo poročilo o sirskih borcih v Ukrajini. Rusija tega ni komentirala.
Rusko obrambno ministrstvo je 6. julija sporočilo, da so njegove sile napadle ukrajinski radar zračne obrambe in tabor tujih borcev v Mikolajivski oblasti.
Ruski veleposlanik v Združenem kraljestvu Andrej Kelin je 8. julija v intervjuju za agencijo Reuters dejal, da Rusija verjetno ne bo umaknila svojih sil iz južne Ukrajine v okviru morebitnih prihodnjih dogovorov za končanje vojne: ». . . že smo doživeli, da se po umiku začnejo provokacije, streljanje na ljudi in podobno.«

### Ukrajinska protiofenziva
Podpredsednica ukrajinske vlade in ministrica za reintegracijo začasno zasedenih ozemelj Irina Vereščuk je 10. julija pozvala civiliste v Hersonski oblasti k evakuaciji pred bližajočo se ukrajinsko protiofenzivo, vendar ni povedala, kdaj se bo napad začel. Ni bilo znano, koliko ljudi je še živelo v mestu Herson. Istega dne je ukrajinski obrambni minister Oleksij Reznikov dejal, da je predsednik Zelenski ukazal vojski, naj od Rusije ponovno osvoji zasedeno južno obalo Ukrajine, s čimer je nakazal bližnjo ofenzivo v regiji.
12. julija je Sergej Bratčuk, ukrajinski tiskovni predstavnik za območje Odese, trdil, da so ukrajinske sile med napadom z raketo HIMARS blizu Hersona ubile načelnika štaba 22. armadnega korpusa, generalmajorja Artjoma Nasbulina. Ukrajina trdi, da je v istem napadu umrlo tudi približno pet polkovnikov. Ruske sile so napad potrdile, vendar niso potrdile smrti častnikov, za katero je trdila Ukrajina. Trdili so, da je ukrajinska raketa zadela skladišče s kemikalijami, ki je nato eksplodiralo. Sergij Bratčuk je na Telegramu zapisal: »Po napadu HIMARS-a na štab v Hersonski oblasti je bil ubit generalmajor [Artjom] Nasbulin, vodja 22. armadnega korpusa ruskih oboroženih sil (vojaška enota 73954, Simferopol). Tam je umrl tudi polkovnik Kens, o čigar smrti smo poročali včeraj. Poleg njega pa še poveljnik 20. motorizirane strelske divizije (vojaška enota 22220, Volgograd) polkovnik Andrej Gorobjets, vodja operativnega oddelka štaba 20. MRD, polkovnik Koval, vodja artilerije 20. MRD ter polkovnik Gordev. Skupno je umrlo več kot 150 ljudi, med njimi pet častnikov.«